# Černá stráň
Černá stráň är ett berg i Tjeckien.   Det ligger i regionen Olomouc, i den östra delen av landet, 190 km öster om huvudstaden Prag. Toppen på Černá stráň är 1 236 meter över havet, eller 207 meter över den omgivande terrängen. Bredden vid basen är 3,3 km. Černá stráň ingår i Hrubý Jeseník.
Terrängen runt Černá stráň är huvudsakligen kuperad.Runt Černá stráň är det glesbefolkat, med 11 invånare per kvadratkilometer. Närmaste större samhälle är Šumperk, 19,0 km söder om Černá stráň. I omgivningarna runt Černá stráň växer i huvudsak blandskog.